# Cyclisme aux Jeux africains de 2015
Navigation
2011 2019
Les compétitions de cyclisme aux Jeux africains de 2015 ont lieu du 9 au 12 septembre 2015, à Brazzaville, en république du Congo.

## Médaillés

### Hommes
| Event                        | Or                                                                           | Argent                                                                          | Bronze                                                                     |
| ---------------------------- | ---------------------------------------------------------------------------- | ------------------------------------------------------------------------------- | -------------------------------------------------------------------------- |
| Course en ligne              | Janvier Hadi                                                                 | Reynard Butler                                                                  | Adil Barbari                                                               |
| Contre-la-montre individuel  | Meron Teshome                                                                | Gustav Basson                                                                   | Adil Barbari                                                               |
| Contre-la-montre par équipes | Afrique du Sud Hendrik Kruger Shaun-Nick Bester Gustav Basson Reynard Butler | Algérie Abderrahmane Mansouri Nassim Saidi Abderrahmane Bechlaghem Adil Barbari | Rwanda Joseph Areruya Janvier Hadi Valens Ndayisenga Jean Bosco Nsengimana |

### Femmes
| Event                        | Or                                                                       | Argent                                                                 | Bronze                                                              |
| ---------------------------- | ------------------------------------------------------------------------ | ---------------------------------------------------------------------- | ------------------------------------------------------------------- |
| Course en ligne              | Kimberley Le Court                                                       | Gladys Grikpa Tombrapa                                                 | Lise Olivier                                                        |
| Contre-la-montre individuel  | Mossana Debesay                                                          | Wehazit Kidane                                                         | Lise Olivier                                                        |
| Contre-la-montre par équipes | Nigeria Rosemary Marcus Gladys Grikpa Tombrapa Happy Okafor Glory Odiase | Afrique du Sud Lise Olivier Heidi Dalton Catherine Colyn Zanele Tshoko | Éthiopie Sendel Hafte Tewele Tsega Beyene Gebru Eyeru Hadnet Kidane |

## Tableau des médailles
| Rang | Nation         | Or | Argent | Bronze | Total |
| ---- | -------------- | -- | ------ | ------ | ----- |
| 1    | Érythrée       | 2  | 1      | 0      | 3     |
| 2    | Afrique du Sud | 1  | 3      | 2      | 6     |
| 3    | Nigeria        | 1  | 1      | 0      | 2     |
| 4    | Rwanda         | 1  | 0      | 1      | 2     |
| 5    | Maurice        | 1  | 0      | 0      | 1     |
| 6    | Algérie        | 0  | 1      | 2      | 3     |
| 7    | Éthiopie       | 0  | 0      | 1      | 1     |
|      | Total          | 6  | 6      | 6      | 18    |